# Dominik Kraihamer
Dominik Kraihamer (Oberndorf, 29 de noviembre de 1989) es un piloto de automovilismo austriaco.

## Carrera deportiva
Kraihamer comenzó su carrera en 2004 en la serie de karting. En 2008, Kraihamer compitió en el Campeonato FIA GT y en las temporadas 2009-2010 en la serie del Le Mans Prototype Challenge.
Entre 2012 y 2018 compitió en el Campeonato Mundial de Resistencia de la FIA en LMP1 o LMP2. Condujo para OAK Racing, Lotus, Rebellion Racing y ByKolles Racing, logrando dos podios en 2016.